# Фінал Кубка Стенлі 1983
Фінал Кубка Стенлі 1983 (англ. Stanley Cup Finals) — 91-й загалом фінал Кубка Стенлі та сезону 1982–1983 у НХЛ між командами «Едмонтон Ойлерз» та «Нью-Йорк Айлендерс». Фінальна серія стартувала 10 травня в Едмонтоні, а фінішувала 17 травня перемогою «Нью-Йорк Айлендерс».
У регулярному чемпіонаті «Нью-Йорк Айлендерс» фінішували другими в дивізіоні Патрик Конференції Принца Уельського набравши 96 очок, а «Едмонтон Ойлерз» посіли перше місце в дивізіоні Смайт Конференції Кларенса Кемпбела з 106 очками.
У фінальній серії перемогу здобули «Нью-Йорк Айлендерс» 4:0. Приз Кона Сміта (найкращого гравця фінальної серії) отримав воротар «Островитян» Біллі Сміт.

## Шлях до фіналу
| Західна конференція     |          |                 |                   |                          |
| Стадія                  | Суперник | Суперник        | Загальний рахунок | Результати матчів        |
| Чвертьфінал конференції | С4       | Вінніпег Джетс  | 3 : 0             | 6:3, 4:3, 4:3            |
| Півфінал конференції    | С2       | Калгарі Флеймс  | 4 : 1             | 6:3, 5:1, 10:2, 5:6, 9:1 |
| Фінал конференції       | Н1       | Чикаго Блекгокс | 4 : 0             | 8:4, 8:2, 3:2, 6:3       |

| Східна конференція      |          |                    |                   |                              |
| Стадія                  | Суперник | Суперник           | Загальний рахунок | Результати матчів            |
| Чвертьфінал конференції | П3       | Вашингтон Кепіталс | 3 : 1             | 5:2, 2:4, 6:2, 6:3           |
| Півфінал конференції    | П4       | Нью-Йорк Рейнджерс | 4 : 2             | 4:1, 5:0, 6:7, 1:3, 7:2, 5:2 |
| Фінал конференції       | А1       | Бостон Брюїнс      | 4 : 2             | 5:2, 1:4, 7:3, 8:3, 1:5, 8:4 |

## Арени
| Едмонтон           | Нортландс-колісіум Нассау-Колісіумclass=notpageimage\| Арени фіналу Кубка Стенлі 1984 | Юніондейл (Лонг-Айленд) |
| Нортландс-колісіум | Нортландс-колісіум Нассау-Колісіумclass=notpageimage\| Арени фіналу Кубка Стенлі 1984 | Нассау-Колісіум         |
| Місткість: 16 839  | Нортландс-колісіум Нассау-Колісіумclass=notpageimage\| Арени фіналу Кубка Стенлі 1984 | Місткість: 13 917       |
|                    | Нортландс-колісіум Нассау-Колісіумclass=notpageimage\| Арени фіналу Кубка Стенлі 1984 |                         |

## Серія
| 10 травня 1983 | Нью-Йорк Айлендерс | 2 : 0 (1:0, 0:0, 1:0) | Едмонтон Ойлерз | Нортландс-колісіум, Едмонтон |

| Протокол                                | Протокол   | Протокол  | Протокол               | Протокол |
| --------------------------------------- | ---------- | --------- | ---------------------- | -------- |
|                                         | Біллі Сміт | Голкіпери | Енді Муг (00:00-59:28) |          |
| Дуейн Саттер (05:36) Кен Морров (59:48) |            |           |                        |          |
| 18 хв.                                  | Вилучення  | 12 хв.    |                        |          |
| 24                                      | Кидки      | 35        |                        |          |

| 12 травня 1983 | Нью-Йорк Айлендерс | 6 : 3 (3:1, 2:1, 1:1) | Едмонтон Ойлерз | Нортландс-колісіум |

| Протокол | Протокол   | Протокол                                                      | Протокол               | Протокол |
| --- | ---------- | ------------------------------------------------------------- | ---------------------- | -------- |
| | Біллі Сміт | Голкіпери                                                     | Енді Муг (00:00-59:19) |          |
| Томас Юнссон (14:21) Боб Нюстрем (17:55) Майк Боссі (19:17) Боб Бурн (28:03) Брент Саттер (28:41) Брент Саттер (54:11) |            | Дейв Семенко (08:39) Ярі Куррі (25:07) Гленн Андерсон (44:48) |                        |          |
| 15 хв. | Вилучення  | 11 хв.                                                        |                        |          |
| 25 | Кидки      | 33                                                            |                        |          |

| 15 травня 1983 | Едмонтон Ойлерз | 1 : 5 (0:1, 1:0, 0:4) | Нью-Йорк Айлендерс | Нассау-Колісіум, Юніондейл (Лонг-Айленд) |

| Протокол          | Протокол  | Протокол                                                                                            | Протокол   | Протокол |
| ----------------- | --------- | --------------------------------------------------------------------------------------------------- | ---------- | -------- |
|                   | Енді Муг  | Голкіпери                                                                                           | Біллі Сміт |          |
| Ярі Куррі (21:05) |           | Андерс Каллур (19:41) Боб Бурн (45:11) Кен Морров (46:21) Дуейн Саттер (56:43) Брент Саттер (59:02) |            |          |
| 8 хв.             | Вилучення | 10 хв.                                                                                              |            |          |
| 23                | Кидки     | 25                                                                                                  |            |          |

| 17 травня 1983 | Едмонтон Ойлерз | 2 : 4 (0:3, 2:0, 0:1) | Нью-Йорк Айлендерс | Нассау-Колісіум |

| Протокол                              | Протокол               | Протокол                                                                         | Протокол   | Протокол |
| ------------------------------------- | ---------------------- | -------------------------------------------------------------------------------- | ---------- | -------- |
|                                       | Енді Муг (00:00-59:40) | Голкіпери                                                                        | Біллі Сміт |          |
| Ярі Куррі (20:35) Марк Мессьє (39:39) |                        | Браян Троттьє (11:02) Джон Тонеллі (11:45) Майк Боссі (12:39) Кен Морров (58:51) |            |          |
| 17 хв.                                | Вилучення              | 16 хв.                                                                           |            |          |
| 26                                    | Кидки                  | 26                                                                               |            |          |

| Володар Кубка Стенлі 1983          |
| ---------------------------------- |
| Нью-Йорк Айлендерс четвертий титул |

## Володарі Кубка Стенлі
| Володарі Кубка Стенлі «Нью-Йорк Айлендерс» | Воротарі: Біллі Сміт, Роланд Меленсон Захисники: Деніс Потвен (К), Майк Маківен, Томас Юнссон, Пол Бутільєр, Кен Морров, Стефан Перссон, Горд Лейн, Дейв Ленджевін Нападники: Браян Троттьє, Брент Саттер, Батч Горінг, Кларк Джилліс, Вейн Меррік, Дуейн Саттер, Боб Бурн, Грег Гілберт, Метс Галлін, Майк Боссі, Боб Нюстрем, Біллі Керролл, Джон Тонеллі, Андерс Каллур Головний тренер: Ел Ербор Генеральний менеджер: Білл Торрі |